# حسين غلوم
حسين غلوم عباس علي (مواليد 24 سبتمبر 1969) هو لاعب كرة قدم إماراتي سابق كان يجيد اللعب كظهير أيسر لصالح منتخب الإمارات العربية المتحدة لكرة القدم و‌نادي الشارقة. وقد لعب في كأس العالم لكرة القدم 1990.

## روابط خارجية
- حسين غلوم على موقع الاتحاد الدولي (مؤرشف)  (الإنجليزية)
- حسين غلوم على موقع ناشيونال فوتبول تيمز (الإنجليزية)
- حسين غلوم على موقع عالم كرة القدم.نت (الإنجليزية)